# Silvano Benedetti
Silvano Benedetti (Lucca, 5 ottobre 1965) è un dirigente sportivo ed ex calciatore italiano, di ruolo difensore.

## Biografia
Suo figlio Simone è anch'egli calciatore.

## Carriera

### Giocatore

#### Club
Cresciuto nel Torino, dopo due anni in Serie B con Parma e Palermo venne ingaggiato dall'Ascoli neopromosso in Serie A, debuttando il 14 settembre 1986 in Milan-Ascoli (0-1), dopo aver scontato un mese di squalifica in seguito allo scandalo calcioscommesse nel quale fu coinvolto. Reintegrato nel Torino, vi rimase per quattro stagioni, vivendo la retrocessione del 1988-1989, l'immediata promozione (1989-1990), la vittoria in Coppa Mitropa e la finale di Coppa UEFA 1991-1992. Al termine di quella stagione fu acquistato dalla Roma.
Con i giallorossi giocò da titolare solamente nella stagione 1992-1993, in cui la squadra capitolina perse la Coppa Italia in finale, nella quale (partita di andata) il difensore segnò un'autorete, proprio contro il Torino. Con la Roma segnò in totale quattro reti, tre delle quali consecutive nelle giornate sesta, settima e ottava del campionato 1992-1993. Chiuse la carriera professionistica dopo una breve esperienza all'Alessandria, in Serie C1, per poi militare per qualche tempo fra i dilettanti del Chieri.
In Serie A ha collezionato 166 presenze (con le maglie di Ascoli, Torino e Roma) e 7 gol.

#### Nazionale
Ha partecipato agli Europei Under-21 del 1988 ed a quelli del 1990 (questi ultimi chiusi con un terzo posto).

### Dirigente
Dal 2001 entra nello staff dirigenziale del settore giovanile del Torino, rimanendovi fino al 2023 , occupandosi in particolare della scuola calcio.

## Statistiche

### Presenze e reti nei club
| Stagione        | Squadra         | Campionato      | Campionato | Campionato | Coppe nazionali | Coppe nazionali | Coppe nazionali | Coppe continentali | Coppe continentali | Coppe continentali | Altre coppe | Altre coppe | Altre coppe | Totale | Totale |
| Stagione        | Squadra         | Comp            | Pres       | Reti       | Comp            | Pres            | Reti            | Comp               | Pres               | Reti               | Comp        | Pres        | Reti        | Pres   | Reti   |
| --------------- | --------------- | --------------- | ---------- | ---------- | --------------- | --------------- | --------------- | ------------------ | ------------------ | ------------------ | ----------- | ----------- | ----------- | ------ | ------ |
| 1983-1984       | Torino          | A               | 1          | 0          | CI              | 1               | 0               | -                  | -                  | -                  | -           | -           | -           | 2      | 0      |
| 1984-1985       | Parma           | B               | 21         | 0          | CI              | ?               | ?               | -                  | -                  | -                  | -           | -           | -           | 21+    | 0+     |
| 1985-1986       | Palermo         | B               | 35         | 1          | CI              | ?               | ?               | -                  | -                  | -                  | -           | -           | -           | 35+    | 1+     |
| 1986-1987       | Ascoli          | A               | 26         | 0          | CI              | ?               | ?               | -                  | -                  | -                  | -           | -           | -           | 26+    | 0+     |
| 1987-1988       | Torino          | A               | 15+1       | 0          | CI              | 9               | 1               | -                  | -                  | -                  | -           | -           | -           | 25     | 1      |
| 1988-1989       | Torino          | A               | 22         | 1          | CI              | 3               | 0               | -                  | -                  | -                  | -           | -           | -           | 25     | 1      |
| 1989-1990       | Torino          | B               | 36         | 3          | CI              | 1               | 0               | -                  | -                  | -                  | -           | -           | -           | 37     | 3      |
| 1990-1991       | Torino          | A               | 27         | 1          | CI              | 4               | 0               | CM                 | 1                  | 0                  | -           | -           | -           | 32     | 1      |
| 1991-1992       | Torino          | A               | 25         | 1          | CI              | 4               | 0               | CU                 | 10                 | 0                  | -           | -           | -           | 39     | 1      |
| Totale Torino   | Totale Torino   | Totale Torino   | 127        | 6          |                 | 22              | 1               |                    | 11                 | 0                  |             | -           | -           | 160    | 7      |
| 1992-1993       | Roma            | A               | 30         | 3          | CI              | 10              | 1               | CU                 | 6                  | 0                  | -           | -           | -           | 46     | 4      |
| 1993-1994       | Roma            | A               | 9          | 1          | CI              | 3               | 1               | -                  | -                  | -                  | -           | -           | -           | 12     | 2      |
| 1994-1995       | Roma            | A               | 12         | 0          | CI              | 3               | 0               | -                  | -                  | -                  | -           | -           | -           | 15     | 0      |
| Totale Roma     | Totale Roma     | Totale Roma     | 51         | 4          |                 | 16              | 2               |                    | 6                  | 0                  |             | -           | -           | 73     | 6      |
| gen.-giu. 1996  | Alessandria     | C1              | 14         | 0          | CI-C            | -               | -               | -                  | -                  | -                  | -           | -           | -           | 14     | 0      |
| Totale carriera | Totale carriera | Totale carriera | 274        | 11         |                 | 38+             | 3+              |                    | 17                 | 0                  |             | -           | -           | 329+   | 14+    |

## Palmarès

### Club

#### Competizioni nazionali
- Campionato italiano di Serie B: 1

Torino: 1989-1990

#### Competizioni internazionali
- Coppa Mitropa: 2

Ascoli: 1986-1987
Torino: 1991